# Audio2 - Mila
Audio2 - Mila è il quarto album in studio del duo musicale italiano Audio 2, pubblicato nel 2000 dalla PDU.

## Descrizione
Il disco contiene 13 canzoni inedite, più la riproposizione del brano Acqua e sale. La canzone, scritta dagli stessi Audio 2, fu portata al successo da Mina in coppia con Adriano Celentano con l'album Mina Celentano del 1998.

## Tracce
1. Una come te
2. Mary
3. Acqua e sale
4. Un tramonto azzurro
5. Gira
6. Disponibile
7. La chiave
8. Non è
9. Metti la cintura
10. Bevila anche tu
11. Dopo noi
12. La vela bianca
13. Hai ragione tu
14. La cosa bella sei tu

## Formazione
- Audio 2 (Giovanni Donzelli, Vincenzo Leomporro) – voci
- Ivan Russo – tastiera, programmazione
- Caporale Bruno – basso
- Alfredo Golino – batteria
- Franco Giacoia – chitarra acustica, chitarra elettrica
- Andrea Braido – chitarra
- Nicolò Fragile – tastiera, programmazione
- Mariano Barba – batteria
- Giorgio Cocilovo – chitarra acustica, chitarra elettrica
- Vittorio Remino – basso
- Marcello Schena – batteria addizionale
- Danilo Rea – pianoforte addizionale
- Massimiliano Pani – tastiera addizionale, cori
- Giulia Fasolino, Emanuela Cortesi, Rosanna Russo, Rossana Cuomo – cori